# Prison Break
Prison Break er en Golden Globe og Emmy nomineret amerikansk action/drama tv-serie, som havde premiere den 29. august 2005, på Fox Broadcasting Company. I Danmark havde den premiere den 26. marts 2006, på TV3. Serien handler om to brødre: Michael Scofield og Lincoln Burrows - sidstnævnte er blevet dømt til døden for en forbrydelse, han ikke har begået, og den anden er en bygningsingeniør, som udtænker en omfattende plan for at redde sin bror ud af fængslet. Serien er skabt af Paul Scheuring, og produceret af Adelstein-Parouse Productions, i samarbejde med Original Television og 20th Century Fox Television. De nuværende ledende producere er Scheuring, Matt Olmstead, Kevin Hooks, Marty Adelstein, Dawn Parouse Olmstead, Neal H. Moritz, og Brett Ratner. Temamusikken er komponeret af Ramin Djawadi, og var nomineret til en Primetime Emmy Award i 2006.
Efter tre sæsoner præmierede den fjerde sæson med to back-to-back afsnit i Amerika den 1. september 2008, og i UK den 2. september 2008. De tre første sæsoner af serien er primært filmet udenfor Hollywood; den første sæson er optaget i og omkring Chicago, mest i det dengang nyligt lukkede fængsel Joliet Fængsel, mens sæson to er filmet i småbyer omkring Dallas. Den 3. sæson er primært filmet i Panama, herunder hovedstaden Panama City. Den fjerde sæson er filmet i Los Angeles.

## Sæson 1

### Pilot
Lincoln Burrows (Dominic Purcell) anklages for mordet på Terrence Steadman (Jeff Perry), broderen til USA's vicepræsident. Med stærke beviser til at understøtte anklagerne dømmes Lincoln til døden og sendes til Fox River statsfængsel i april 2006 for at afvente sin henrettelse den 11. maj 12:01. Lincolns bror, den geniale bygningsingeniør Michael J. Scofield, (Wentworth Miller), er klar over, at broderen har en broget, kriminel fortid og virker - som man ser det i episoden 'Brother's Keeper' - til at tro, at Lincoln var skyldig. Scofield og Burrows' forældre er på dette tidspunkt i serien for længst ude af deres liv, eftersom brødrene er under den opfattelse, at begge forældre enten er smuttede eller døde tidligt i deres opvækst. Burrows - den ældste af de 2 - vælger at sætte sin lid til lillebroderen Scofield, sådan han ikke ender som ham selv, og giver ham 90000 USD, som han vælger at bruge på sin uddannelse. De 2 brødre udlever derfor deres ungdom og tidlige voksenalder i vidt forskellige miljøer. Senere i samme episode ændrer Scofield sin opfattelse og overbeviser sig selv om, at en større sammensværgelse angående Burrows har fundet sted for at skille sig af med Terrence Steadman. Grunden til, det var oplagt at bebrejde Burrows mordet var, at han netop havde arbejdet for Terrences firma, EcoField, og senere blevet fyret grundet uenigheder mellem dem. Scofield - motiveret af, at broderen er fængslet i Fox River og har 1 måned tilbage at leve i - udtænker en plan, som han baserer på sin viden om fængslet, som han selv har stået i spidsen for at designe. Planen tatoveres i eget mønster på egen krop i en forklædning, så den ikke kan genkendes for omverdenen.
I seriens første episode, Pilot, begår Michael et planlagt væbnet røveri i Ridgewood Savings and Loan og idømmes i retten 5 års fængsel med prøveløsladelse efter 2,5 år. Scofield betænker, at han gerne vil afsone tæt ved hjemstavnen i Illinois, hvilket dommeren tilgodeser, og han bliver derfor indsat i Fox River Statsfængsel 10. april.
Første skridt i planen er at få arbejde i Fængselsindustrien, PI, ledet af dødsdømte John Abruzzi - en mafiaboss fra New York, der bestikker de ansatte fængselsbetjente til lade ham styre PI. Scofield skal desuden bruge Abruzzi til at komme væk med fly, efter de har brudt ud. Abruzzi ejer nemlig firmaet 'Top Flight Charters', der opererer fly omkring 20 km væk fra fængslet. Abruzzi er først afvisende overfor Michaels krav om ansættelse hos PI, men eftersom han ved betydelige detaljer om manden, der fik Abruzzi indsat, Fibonacci, vælger han at imødegå hans krav.
Et andet led i Michaels plan omkring involverer sygestuen, hvor flugten skal finde sted. Han er derfor nødt til at påvise sin falske påstand om sin type 1 diabetes-lidelse for at få adgang til området, hvilket han beviser overfor lægen Sara Tancredi ved at tage insulinsekrerende medicin, PUGNAC, han får sort fra Benjamin Miles Franklin, "C-note". Hertil udnytter Michael situationen til at lære mere om rørføringen under fængslet, der er et centralt led i planen.
Sideløbende med fængselshandlingerne ser man 2 udefrakommende agenter fra det omspændte firma 'The Company' som fået Lincoln anklaget for mordet. Secret Service agenterne, Paul Kellerman og Daniel Hale, skal sørge for, at henrettelsen faktisk finder sted, hvilket involvere likvidering af potentielle forhindringer, herunder Biskoppen McMorrow, der fraråder princippet om dødsstraf, hvilket resulterer i hans død senere i episoden. Agenterne er styret direkte af USA's vicepræsident, Caroline Reynolds.

### Allen
Abruzzi ved, at Fibonacci vidner måneden efter mod ham og resten af Abruzzi-slænget, hvorfor han presses fra vennerne udefra, navnlig Philly Falzone, der ønsker ham fundet og fanget. Scofield lover at give ham Fibonacci efter flugten mod adgang til PI, hvilket ikke tilfredsstiller Abruzzi, der afskærer 2 af Scofields venstre tæer. Det lykkedes ham dog i denne episode at få adgang til sin bror gennem PI, der ellers ikke har kontakt med de andre fangere, og kan fortælle ham om sin plan.
Scofield påbegynder arbejdet i sin celle: celle 40, som han i første omgang deler med puertoricaneren, Fernando Sucre, der ligeledes sidder inde for groft røveri. Her skal Michael bruge en bolt, nr. 11121147, som han tatoveret på sin venstre arm. For at få den skal han opholde sig på Theodore, T-bag, Bagwells område, en kendt pædofil og morder af 6 børn i sydstaten Alabama og racist under gruppen 'Alliance for Purity'. For at få denne bolt skal han derfor tilkendegive sin loyalitet til ham, hvilket bringer ham i mislighold med hans insulinleverandør, C-note, der er modparten til T-Bag. Michael er i første omgang afvisende, men indser, at der ingen vej er udenom, hvorfor han medgiver sig under T-bags faner. Dette kulminerer i et tillidsbrud til C-note og mordet på T-bags hengivende 'fange' Jason, "Maytag", Buchanan. Michael er rystet over oplevelsen, men sikrer sig sin bolt, så han kan skrue toilettet af.
Sideløbende med dette er Bellick forundret over Scofields rolige aura og gode forhold hos fængselsinspektøren, så han beslutter sig for at undersøge cellen og finder navnet på producenten af bolten: Allen Schweizer, hvilket er første trin i Bellicks detektivarbejde omkring Scofield.
Udenfor fængslet prøver Veronica Donovan ihærdigt at komme til bunds i sagen, men møder modgang, eftersom beviserne mod Lincoln er uimodsigelige. Hun er dog overbevist om, at nogle af hans tidligere venner kan bevise noget i sagen, herunder den afdøde, femdømte Crab Simmons, som Lincoln udførte kriminelle opgaver med. Desuden forsøger hun at få fat i ekskæresten Leticia Barris, som er klar over Lincolns uskyld, men frygter at fortale sig af frygt for 'The Company'

### Cell Test
Først er Sucre afvisende i at deltage i Michaels plan, eftersom han kun har 16 måneder tilbage af sin dom. Scofield tester Sucres tillid ved at vise ham en sæbe-telefon, som han viser sig at overholde, hvorfor Michael er sikker på, at han sikkert kan bringe ham med på holdet. Skuffet over at miste sine ægteskabsbesøg med Maricruz eftersom han ikke ville fortælle Bradley Bellick, fængselsbetjentkaptajnen, om telefonen, er Sucre sur på Michael og beder om at få skiftet celle. Michaels cellemakker bliver dermed erstatte af den skizofrene Charles Patochik, Haywire, hvilket bringer planen i fare, eftersom han ikke sover grundet neurologisk sygdom.
Abruzzi får endelig at vide, hvorfor Michael har brug for et fly, hvilket bringer ham med på flugtplanen.

### Cute Poison
For at afgøre dette skal Michael komme på god fod med fængselsinspektøren, Henry Pope, der, heldigt for Michael, prøver at opbygge en model af Taj Mahal til sin kone for deres 40-års bryllupsdag, som Scofield udnytter sit potentiale til at hjælpe med at få færdigt i tide. Hos inspektøren prøver Michael igennem fængselsperioden at få sine tjenester tilgodeset.
Lincoln bliver imidlertid mødt af sin nye advokat og tidligere ekskæreste, Veronica Donovan, som har fået Lincolns oprigtige alibi bekræftet af Leticia Berris, hvorfor hun nu påtager sig sagen. Lincoln adviserer Veronica til at søge hjælp hos advokatfirmaet 'Project Justice' ledet af Ben Forsikring som behandler sager om dødsdømte, hvor hun bl.a. møder advokaten Nick Savrinn.
Et andet led i Michaels plan udfolder sig, eftersom han med PI-arbejdet med Abruzzi skaffer sig adgang til phosfat og sulfatsyre, herunder tatoveringsnavnet 'Cute Poison', der emulgeret danner en korrosiv reaktion, hans senere skal bruge til at ætse særlige rør som led i flugtplanen.
Michael ved, at Haywire grundet hans sygdom udvikler en mani og er meget interesseret i tatoveringerne på Michaels krop, som han rigtigt tyder er et kort. Scofield udøver af samme årsag selvskade for få det til at fremstå som et overfald begået af Haywire, hvormed han fjernes fra cellen af fangevagten Lewis Patterson. Ind kommer Sucre, der kort forinden fandt ud af, at hans fætter Hector Avilia - der desuden fik ham fanget af politiet under røveriet - prøver at betage Sucres forlovede, Maricruz Delgado, til at gifte sig med ham, hvilket betvivler forlovelsen mellem Sucre og Maricruz. Sucre går herefter igen med på Scofields plan.
Under samtalen med Veronica og partneren Nick Savrinn forklarer Lincoln, at nogle af beviserne mod ham skyldes Bo, en agent af 'The Company' som medvirkede i at få Lincoln dømt. Bo har kort forinden 'mordet' forklaret Lincoln og Crab Simmons planen, han angiveligt skulle udføre for at få dækket gælden på 90.000 USD, hvorfor fingreaftryk var fundet på pistolen, der angiveligt dræbte Terrence Steadman.

### English, Fitz & Percy
I 'English, Fitz & Percy', prøver Michael at afgøre, hvor politiet vil komme fra i tilfælde af flugtforsøg, dvs. hvilken retning de i sidste ende skal flygte mod. For at gøre dette bliver han nødt til at være inde i fængselsinspektørens rum, hvor en rist kan føre ham op på taget. For at øge presset, så prøver agenterne fra 'The Company' at få Scofield forflyttet, eftersom han udgør en potentiel trussel for Burrows' henrettelse. Pope møder Scofield i fængselscellen, hvor Michael forklarer ham, at hans bror skal henrettes om tre uger, og at han gerne vil være dér, når det sker. Til at sikre sin tilstedeværelse i fængslet hører Michael om blokeringsmulighederne for forflyttelse ved Charles Westmoreland, D.B. Cooper. For at være effektive i deres trussel mod inspektøren, så presser de en sag om Pope's afdøde søn, Will Clayton, som Pope ikke har fortalt alle detaljer om til sin kone, Judith. Pope føler sig derfor presset til at forflytte Scofield til et andet fængsel, hvilket dog i sidste ende afbrydes, eftersom Pope får kolde fødder, til stor skuffelse for agenterne. Deslige får Michael adgang til taget og finder ud af, eftersom han ikke var til stede ved optællingen kl. 20, at Fitz er vejen, hvor ingen politibiler kommer umiddelbart.
Udenfor fængslet kommer Nick og Veronica på sporet af en kopi af videobåndet, der fungerede som det bærende bevis for domsfældelsen af Lincoln, hvilket de postulerer er fikseret og manipuleret. Vidende om dette, ransager 'The Company' lejligheden og fjerne båndet, som Veronica og Nick havde fat i. Derudover kommer der en vandskade i det rum, hvor den originale kopi var.

### Riot, drills and the Devil
I denne episode ser vi Michael udfolde delen af sin plan, der giver dem adgang til kloaksystemet, som senere giver dem adgang til sygestuen. Her skal der bores huller i en væg med et piskeris, jf. Hookes lov, hvilket tager tid. Michael og Sucre er derfor nødsaget til at skabe forhold i fængselsafdelingen, som gør, at vagterne ikke laver deres optælling. Dette iværksættes ved at slukke airconditionen, som skaber optøjer. Michael og Sucre kan nu bore deres hul i væggen, men optøjerne udvikler sig drastisk, således at bl.a. T-bag får adgang til vagtrummet, så alle celledørene kan åbnes, hvilket vanskeliggør hemmeligholdelsen af planen. De oprørske fangere får overfaldet en vagt, Tyler Robert - 'Bob' - Hudson, som de bruger til få deres krav genindført. T-bag kan dog ikke lade ham være og de ender uheldigvis i celle 40, hvori T-bag opdager Scofields plan. Abruzzi tilbageholder derfor T-bag mod, at han får del i flugtplanen, modvilligt fra alle i gruppen. Michael opdager deslige, at sygeafdelingen er brudt, hvorfor han ser sig nødsaget til at redde Tancredi for at holde planen i live.
Lincoln og Savrinn opdager, at et opkald fra en person, der angiveligt skulle have set Lincoln løbe væk fra gerningsstedet med bevismaterialet, på natten for 'forbrydelsen' bliver lavet fra Washington og altså ikke ved gerningsstedet, hvilket mistænkeliggør tingene yderligere. Nick får dermed Veronica overtalt til at tage med til Washington - der i forvejen var mistroisk over Nick eftersom centrale ting såsom videomaterialet forsvinder umiddelbart efter, at han er kommet med på sagen sammen med Veronica.

### Part 2
Michael prøver ihærdigt at finde Sara, der er i knibe eftersom celleblokken lukkede ned efter erklæring af undtagelsestilstand. Michael kender dog plantegningerne særdeles godt og får hende fundet i tide, hvorefter de kommer i sikkerhed. Inde i celle 40 har T-bag en særdeles god handelsposition eftersom han både kender til hullet og er sammen med en vagt. Lincoln bliver mere og mere ivrig efter sandheden eftersom en indsat forsøger at tage hans liv under optøjerne; han prøver at få oplysningerne ud af ham, men får det ikke. Planen skrider frem og væggen bliver nedbrudt, præcist som planen foreskrev, og Michael får med tiden Sara sikkert ud af fængslet. Inde i cellen er historien dog en anden, eftersom vagterne bryder ind og får stoppet optøjerne, hvilket tvinger T-bag til handling, dvs. drab på Tyler Hudson, til stor frustration for de andre.
I Washington D.C får Veronica og Nick sporet telefonopkaldet til en mønttelefon, som pudsigt er placeret ude foran EcoFields bygning - Terrence Steadmans firma. Telefonen ringer, og parret tager den, kun for at høre truslen om, at de ikke skal fortsætte deres efterforskning af sagen.

### The Old Head
Michael introducerer næste trin i planen, nemlig vagtrummet, som de i første omgang tror er et lager, hvori et hul skal kraves, der vil give dem et forspring på flugtnatten. Alt imedens de prøver at trække T-bag i langdrag i håbet om at få ham taget for mordet på Bob. Inde i vagtrummet bliver de mødt af en overraskelse, eftersom vagterne holder pause. Planen må nu udvides til Westmoreland, som har været fængslet i 32 år. Michael håber ivrigt på at få ham med i planen, eftersom hans kriminelle fortid inkluderer 5 millioner USD, selvom det i starten kun tales om som 1,5 millioner USD. Planen har endnu mere brug for ham, eftersom han er den eneste indsat, der har adgang til vagtrummet.
Udenfor fængslet eskalerer situationen yderligere eftersom en bombe er plantet i Veronicas rækkehus, hvormed Lukasz, Veronicas gartner, mister livet. Veronica og Nick flygter ud på landet i håbet om, at 'The Company' er af den tro, at parret er dødt
Inde i fængslet møders Burrows af en operativ fra 'The Company' - Tangrin, under dæknavnet Sus Parsons, som truer Lincoln med, at hvis han ikke accepterer henrettelsen, så vil de gå efter hans søn, Lincoln Junior - LJ.
LJ bliver umiddelbart efter besøget i fængslet mødt af Hale og Kellerman fra the company, der i forklædning som socialrådgiver får adgang til LJ's hjem, situationen eskalerer og Lisa Rix, LJ's mor, skuddræbes sammen med Adrian Rix. LJ er nu på flugt. Burrows er rasende efter episoden, og han forsøger endda at flygte, hvilket Michael tilbageholder ham fra. Heldigvis bliver Westmoreland motiveret af drabet på sin kat, Marylin, som han tror Bellick står bag, eftersom Westmoreland ikke ønskede at være stikker for T-bag efter mordet på Taylor Hudson. Han går derfor med på Michaels forslag om at antænde en kaffekande med lim, hvilket forårsager en brand, der får PI-holdet ind i vagtrummet - nu med T-bag.

### Tweener
Planen fortsættes og lJ forsøger at mødes med Veronica og Nick Savrinn efter opfordring fra Lincoln, hvilket agenterne finder ud af, hvorfor de nu igen ved, at advokatparret lever. Deslige presses Abruzzi på pengefronten, eftersom Philly ikke sender Bellick pengene, som han skal have for at lade Abruzzi styre PI. Pengene mangler og gruppen bliver derfor erstattet med en anden gruppe, der ledes af Gus Fiorello, tidligere ven af Abruzzi

### Sleight of hand
I denne episode ser vi en desperat John Abruzzi, der ser sit Mafia-imperium blive taget fra ham, eftersom han ikke længere har kontrol over Fibonacci-situationen. Han koordinerer derfor en afledningsmanøvre med Michael, hvor han vildleder Falzone, der ender ud med at blive anholdt under et forgæves forsøg på at fange Fibonacci i Canada, som han fik forklaret det af Scofield under et møde i fængslet. Abruzzi får derimod kontrol over situationen udenfor og inde i fængslet og Gus Fiorello vippes af pinden. En anden indsat i fængslet, C-note, opdager, at Michael skjuler noget og bliver derfor som konsekvens en del af planen.
Udenfor fængslet kommer en ny 'company' agent, Quinn, på banen, hvorfor Veronicas tidligere forlovet, Sebastián Befour, skuddræbes. Han kommer derfor på sporet af Veronica, som han skal finde. Advokatparret får desuden et nyt spor i deres søgen, eftersom de penge, der skulle allokeres til EcoField fra USA's regering, nu ender i Reynolds præsidentkampagne.

### And then there were 7
Michael bliver mere og mere sammenflettet med Tancredi eftersom han bruger mere og mere tid derinde sammen med hende. En ny uvant situation udfolder sig, eftersom Michaels tjekkiske kone, Nika Volek, kommer på besøg i fængslet, som smugler et kreditkort ind, som han manipulerer til at virke som et vagtkort, hvormed han kan få adgang til fangernes personlige ejendele. Michael opdager imidlertid, at hans guldur mangler. Westmoreland introducerer David Apolskis, Tweener, den nye fange, som har et ry for at være en listig tyv, overfor Michael, som beder ham stjæle gulduret tilbage fra fængselsbetjente Roy Geary. Michaels plan udfolder sig yderligere, eftersom Westmorelands datter bliver dødeligt syg af kræft, og eftersom han ikke må besøge hende grundet en flugtrisiko, så beder han Michael om at komme med på holdet. Scofield anvender en mobiltelefon med gulduret for at optage en sekvens, der skal angive, hvor lang tid fangerne har til at kravle over kabler kablerne på flugtnatten. Svaret er 18 minutter, hvilket bekymrer Michael, der kalkulerer, at tiden er knap. Dog noterer gruppen fremskridt, eftersom de når rørføringen under vagtrummet.
Bellicks mistro til Scofield forøges, eftersom Scofields kone indrømmer overfor ham, at hun skulle medbringe et kreditkort ind i fængslet, da hun besøgte Scofield.
Imidlertid får Advokatparret og LJ besøg af Quinn, der sporede dem fra Sebastiáns computer. Gruppen får dog narret Quinn, der ender fanget i en brønd lidt udenfor hytten i New Glarus.

### The Odd Man Out
Den korrosive blanding, Michael har konstrueret med tandpastaen og gødningen virker, og der er nu rustet et hul imellem sygeafdelingen og rummet, hvor fangerne kommer op, når de gør gennem rørføringen, de netop er kommet til. Et drabsforsøg på T-bag af Abruzzi mislykkedes, og Abruzzi ender selv med en overskåret hals. Bellick afpresser Tweener for gulduret, Tweener stjal tidligere, mod, at han skal observere Scofield og hans PI-crew. Imidlertid ender Burrows i isolation, eftersom Geary prøver at komme ind i vagtrummet, hvorfor han måtte stoppes. Planen forpurres derfor.
Udenfor fængslet bliver Daniel Hale venlig overfor advokatparret og vil gerne bibringe dem oplysninger, der kan hjælpe dem i frikendelsen af Burrows.

### End of the Tunnel
I denne episode skal holdet eksekvere deres flugtplan, hvilket alt andet end lige er blevet besværligt, eftersom Lincoln nu sidder i isolation. Herudover bliver gruppen nødt til at finde en måde, hvorpå de kan arbejde over i vagtrummet, eftersom flugten skal finde sted klokken 21:00. Michael får derfor Lincoln til at spise en pille, der giver ham madforgiftning og dermed krampe, hvorfor han føres op til sygstuen. Flugtplanen får dog en brat afslutning, eftersom røret, Michael har forsøgt at ætse, er blevet erstattet, hvorfor planen må afblæses til holdets store skuffelse, især T-bag, der truer Michael på livet.
Udenfor fængslet får Veronica af sin informant at vide, at Lincoln er uskyldig, og at Terrence Steadman stadig lever. Daniel Hale bliver af samme årsag dræbt af sin kollega Paul Kellermann efter ordre fra Reynolds.

### The Rat
Michael er nedslået over hans mislykkede flugtforsøg, eftersom Lincolns henrettelsesdato kommer stadig tættere på. Michael forsøger derfor at få henrettelses udskudt, ligeledes med Veronica og Nick, der forsøger at få retten til at tage sagen op igen. Dette sker ved, at han tager en rotte på elværket, hvilket dog mislykkedes, eftersom Tweener har informeret Bellick om, at Scofileld ønsker henrettelsen udskudt. Veronica og Nick taber appellen efter manglen på beviser. Burrows er nu fri til at blive henrettet

### By the Skin and the Teeth
Lincoln er stadig fastspændt til stolen, da han ser sin fra, Aldo Burrows, forklædt som en journalist, William Prall. Til den store overraskelse, så har Kessler, dommeren, skiftet mening, eftersom nye beviser er blevet fremført af en anonym informant. Dermed udskydes henrettelsen med to uger, indtil Terrences krop graves op for at blive eksamineret, hvormed fastgørelse om identitet.
Michael bliver derfor nødt til hurtigt at komme op med en ny planændring. Dette sker ved, at de nu skal igennem rørføringen, for derved at komme op foran psykiatrien, for at de dermed kan få adgang til sygeafdelingen via en lem inde i anstalten. Han forklæder sig som en fængselsvagt, for dermed at få adgang til psykiatrien. Vagten Mackk kommer forbi, og for at gemme sig bliver han nødt til at stå foran et varmt rør, hvorfor han lider svære forbrændinger. Sara må derfor operere på ham, hvilket fjerner noget af huden og dermed tatoveringerne med planen på.
'The Company' bliver stadig mere mistænksomme efter, hvem der har tippet dommeren. På overvågningskameraerne ser Samantha Brinker sammen med Kellerman Burrows' far stikke brevet ind, der får dommen udskudt. Nogle fra 'The Company' kan desuden genkende faren.

### Brothers Keeper
I denne episode ser man, hvordan fangerne på Michaels hold levede deres liv, før de kom i fængsel, og hvordan de endte med at komme i fængsel. Sucre ses sammen med hans fætre, Hector og Manche Sanchez, hvoraf sidstnævnte også selv endte i fængsel. Sucre møder i denne episode Maricruz, som han fra starten får et godt øje til - ligesom hans anden fætter - Hector Sanchez. Sucre vil gerne forkæle Maricruz og røver derfor en butik, hvor Hector sladrer og får ham knaldet for røveri, for selv at kunne snige sig ind på Maricuz. For T-bags vedkommende ser man, at han besøger sin udkårne Susan Hollander og hendes børn. Dog kan hun på TV se, at T-bag faktisk er eftersøgt for 6-dobbelt drab og voldtægt, hvilket hun sladrer om til politiet. C-note er udstationeret i hæren i Irak, hvor han fragter illegalt gods for sin overordnede. C-note bliver dog mistænksom overfor håndteringen af de irakiske krigsfangere, hvorfor hans øverstkommanderende bliver nødt til at afskedige ham for ikke at adlyde ordre om hemmeligholdelse. C-note bliver derfor hjemsendt og falder senere ud i smugling af gods fra hans venner i undergrundsmiljøet. Sara Tancredis fortid som morfinmisbruger vises ligeledes, hvor hun sammen med alverdens junkiekærester misbruger stoffet. Dog ser man hende tage en drastisk drejning of skifter sit job som læge over til fængselslæge, eftersom hun gerne vil hjælpe andre med udfordringer. I forhold til Michael ser man, hvordan han i starten accepterer dommen over sin bror, men skifter sin mening senere hen, eftersom Veronica beder ham om at hjælpe, da hun afslører, at Lincoln faktisk har betalt Michaels uddannelse. Veronica har ligeledes svært ved at se Lincolns uskyld. Man ser derfor også Michaels planlægning ned til mindste detalje, da han finder ud af, at stedet, hvor Lincoln holdes er Fox River.

### J-cat
Michael prøver ihærdigt at generindre, hvordan den forbrændte del så ud. Værre er, at han bliver sendt i isolation, eftersom han ikke kan redegøre for, hvem der gav ham brændemærkerne. Michael kan ikke komme i tanke om billedet, og han bliver derfor nødt til at sende sig selv på psykiatrien, hvor Haywire er, som han kan bruge til at generindre. Gruppen opdager desuden, at de er blevet afskediget, hvorfor hullet, de har gravet, skal dækkes. Sucre bliver nødt til at gøre dette, eftersom han er den eneste med direkte adgang. Han gør det, men bliver opdaget og ender derfor også i isolation

### Bluff
Haywire hjælper Michael med kortet, men opdager deslige, at gruppen forsøger at flygte, hvorfor han kræver at komme med. Michael accepterer. Desuden bliver gruppen forstyrret af, at celle 40 sættes til salg, hvorfor gruppen bør mangler penge, som de vinder ved gambling. Gruppen bliver efterfølgende snydt af Geary, som gruppen må få anklaget for at forbrænde Michael. Han får desuden forklaret Pope, at Geary er den skyldige, og Pope finder Gearys ting, hvormed han bliver fyret.
Udenfor fængslet vokser spændingerne mellem Reynolds, Kellerman og The Company, som konflikter over, hvor hvem Lincolns informant er. Informanten, som er Lincolns far, prøver desuden at slippe Lincoln fri, efter han køres ud på besøg, hvorefter han får forklaret Lincoln, hvordan det hænger sammen, og hvorfor han er anklaget.
Veronica og Nick kommer på sporet af Steadman, der ved brug af Quinns telefon, kan se, at mange opkald er gået direkte til Blackfoot Montana, hvor de formoder, at Steadman holdes.

### The key
Michael og Sucre kommer tilbage i gruppen efter isolation, og de kan nu iværksætte deres sidste del af planen. De har nu planen over, hvordan de skal flygte. De mangler bare nøglen inde på sygstuen, således de kan flygte derfra. Nøglen skal de have fra Sara, som Michael er ved at bygge et forhold med. Michael kan dog ikke få sig selv til at sige, at han vil have nøglen for at flygte, så han får sin kone til at tage nøglerne. Til gruppens store forundring kommer Abruzzi tilbage fra hospitalet, hvorfor spændingerne internt, især mellem ham og T-bag, stiger.
Udenfor fængslet prøver Burrows og sin far at komme væk, hvilket de ikke kommer eftersom Kellerman opsporer dem, hvorfor Lincoln må overgive sig til Bellick og det lokale politi for ikke at blive taget af Kellerman.
Michael sympatiserer med Tweener, der bliver misbrugt i sin celle af Bolz-Johnson, 'Avocado', hvorfor han røber hemmelighederne om flugtforsøget. Hvad Michael ikke ved er, at Bellick og Tweener har en aftale, hvor han han sladrer. Flugtforsøget bliver officielt påbegyndt, da Bellick finder hullet, holdet har gravet inde i vagtrummet. Michael bliver yderligere forstyrret, da Sara finder ud af, at nøglen som hans kone har fået taget for ham, nu er blevet erstattet med en ny lås, hvilket tvinger Michael til at fortælle sandheden.
Heldigvis for gruppen finder Westmoreland Bellick i agten, hvorfor han pacificerer ham og svinebinder ham nede i hullet.
Hos advokatparret viser Savrinn nu kulør, eftersom det bliver vist, hvordan han arbejder sammen med Abruzzi, der har lovet ham hans fars frihed mod, at Nick får Veronica til at få Michael til at give Abruzzi Fibonacci. Derfor tilbageholder han Veronica fra at tage afsted til Montana.

### Tonight
Holdet er klar til at flygte og Michael sætter al sin lid til Sara, som forhåbentligt har døren oplåst for holdet. Holdet er desuden blevet 1 mere, da Manche Sanchez, Sucres fætter, også er kommet med på holdet. Westmoreland er hårdt såret efter slagsmålet med Bellick, og gruppen presses yderligere, eftersom Pope nu skal pacificeres for at få Lincoln over til sygeafdelingen.

### Go
Holdet påbegynder den egentlige flugt gennem rørene, og til holdets fordel, så vender Sara tilbage til sygstuen, hvor hun låser døren op, så fangerne kan komme igennem. Michael napper Bellicks jakke og bruger tiden på at tænde for brandalarmen hos psykiatrien, hvormed resterne af fangerne kan blinde ind med resten af patienterne. De kommer ind og op til sygestuen, hvor de møder Lincoln, men også Haywire. Fangerne får listet tremmerne af vinduerne, hvormed de kan begynde, alfabetisk efter Lincoln, at kravle langs med kablet over muren. Westmoreland falder imidlertid og falder langsomt hen og dør, men kort forinden afslører han, hvor 5 millioner USD er gemt, hvilket vækker interessen fra flere i gruppen.
Inde på kontoret bliver Popes sekretær Rebecca Gerber mistænksom, eftersom Pope ikke har givet lyd fra sig længe, hvorfor hun beder vagterne om at tjekke. De finder pope og slår alarm, hvilket stresser gruppen. Michael er den sidste, der når over, og tilbage er Westmoreland og Manche Sanchez, som ikke når det. 8 mennesker er nu sluppet ud af fængslet
Undertiden forsøger The Company at få afskediget Reynolds på posten, eftersom hun ikke længere er forenelig med deres kurs og har mistet sin slagkraft hos præsidenten. Nick Savrinn får imidlertid kolde fødder og lader Veronica tage til Montana for at finde Steadman. Hvad han ikke ved er, at Abruzzis mand har fundet Nicks far, hvem han skyder og dræber, eftersom Nick ikke leverede efter aftale. Nick nægter at svare på, hvor Veronica er, hvorfor han ligeledes dræbes.

### Flight
Manche afslører, hvem der nåede over muren, og politieftersøgningen går nu i gang. Flugtplanens næste trin er at finde en bil, Abruzzi har sørget for. Gruppen bruger ligeledes muligheden for at få Haywire af vejen. Planen er nu, at de skal over til Goose Park Airstrip, hvor de skal med flyet, som Abruzzi ligeledes har arrangeret. Dog bliver en ansat på landingsbanen mistænksom og anmelder det til politiet, der nu er på sporet af flyet. Bilen sidder fast i mudder, hvorfor de må fortsætte på fod, hvilket ikke er nemt, eftersom T-bag har bundet sin venstre hånd fast med Michaels hånd. Dette ændrer sig drastisk, eftersom Abruzzi vælger at hugge T-bags venstre hånd over med en økse. Gruppen har nu skilt sig af med både T-bag, Tweener og Haywire. Tweener fordi han sladrede til Bellick, hvilket Michael fandt ud af og dermed kræver hans afgang. Gruppen når endelig frem til flyvepladsen stærkt overrasket over, at flyet allerede er lettet, da de ankommer, hvorfor de må flygte til fods ind i skoven.
Inde i fængslet finder Pope ud af, at Tancredi lod døren være ulåst, hvorfor en eftersøgning af hende ligeledes går i gang. De finder Sara i sin lejlighed, hvor hun ligger i koma med en morfinoverdosis.
The Company truer nu Reynolds til at gå af, hvilket hun afviser, hvorfor de planlægger et mordforsøg på hende. Reynolds får dog situationen vendt på hovedet, eftersom hun får præsident Richard Mills forgiftet, hvorefter hun selv bliver d. 46. præsident kort efter.
I Montana finder Veronica Steadman i huset i Blackfoot til sin overraskelse og eufori, da hun nu tror, at alt løser sig.

## Sæson 2

### Manhunt
I denne episode ser man, hvordan gruppen flygter forvirret rundt i en skov, efter flyet lettede uden dem. Gruppen bliver næsten fanget, men når lige at undslippe hen over et passerende tog. Gruppen går nu videre med Michaels plan, der først involvere at 'blive civilister', hvilket fører dem over mod graven af E. Chance Woods i Osweego, hvor Michael har nedgravet flere praktiske ting. Imens er T-bag stadig på fri fod, og han forsøger ihærdigt at finde en løsning på hans hånd, hvilket leder ham mod Mr. Gudat - en dyrlæge, som han påtvinger sig til at sy sin afskårne hånden på sig igen.
Efter fundet af gravpladsen lærer gruppen hurtigt, at de står overfor en ny fjende: FBI, ledet af Specialagent Alexander Mahone; en erfaren detektiv i 14 år, der hurtigt kommer på sporet af Michaels plan ved at lure, at planen ligger i tatoveringerne, hvilket Bellick og de andre fængselsbetjente ikke har kunnet tyde, men som Mahone finder ud af ved at afhøre tatovøren, der tegnede Michaels tatoveringer.
Sara vågner imidlertid op på desorienteret op på hospitalet, hvor hun bliver mødt af politifolk, der udspørger hende angående sagen. Hun får deslige at vide, at syv andre - forud for Michael - slap ud, hvilket hun bliver svært skuffet over. I sin taske opdager hun til sin overraskelse en besked, Michael har sendt til hende, hvori der står, at der er en plan for at gøre alt godt igen.

### Otis
Gruppen bliver enige om at gå hver til sit: Abruzzi søger Fibonacci, Franklin søger sin familie, og Sucre leder efter sin afbrudte forlovede. Michael og Lincoln beslutter sig for at befri LJ, som står til retsforfølgelse i Cook County Courthouse for mordforsøg. Forinden snakker de med Veronica, der har fundet Terrence, men som under opkaldet skuddræbes af The Company's 'Blondie' i huset. Michael fraråder kraftigt at infiltrere retssalen, da det ikke just er velforberedt. Den grå Akkord, Michael har efterladt tasken med planen om den videre flugt bliver desværre stjålet, da Lincoln og Michael er inde i en isenkrambutik, hvilket besværliggør deres videre flugt. Ydermere har Mahone opsporet LJ for at afhøre ham angående Lincoln og resten af gruppen. Lincoln kommer igennem til LJ ved at foregive sig som Nick Savrin ved at angive hans advokatnummer: 56437. Det virker, og LJ får at vide, at han ved elevatoren på 3. etage skal kigge på den, hvorpå der benævnes Otis Wright (manufacture), som Lincoln og Michael har tilkommet sig via taget. Redningsmissionen mislykkedes imidlertid, eftersom Mahone får afværget situationen. Lincoln skydes i venstre ben, hvorfor parret må søge tilflugt hos Michaels kone.
Udenfor fængslet får Bellick og Pope den ubehagelige overraskelse, idet de står overfor en disciplinærafhøring, eftersom man mistænker, at flugten fra Fox River i høj grad selv var selvforskyld af personalet. Resultatet af denne høring bliver, at Roy Geary, en tidligere fængselsvagt, Bellick lader i stikken, vidner, hvilket spiller ind i dommen Pope og Bellick får. Bellick bliver fyret på stedet, mens Pope bliver midlertidig suspenderet, men i sin æres højdepunkt står ved, at han ikke sidde som fængselsinspektøren med den brik, han har haft med i spillet. Den fortabte Bellick finder ud af, at der er kommet en dusør på fangerne, hhv. 300.000 usd for Lincoln og 100.000 på de øvrige undslupne fangere.
Tweener, efterladt af gruppen, er nu flygtet til staten Missouri, hvor han ligesom T-bag, Franklin, Michael & Lincoln påtænker sig at tage til Utah efter pengene, Charles har forladt. Han finder til hans held en pige, Debra Jean Belle, som tilfældigvis skal til Utah.

### Scan
Michael & Lincoln er nu ved Nika Volek, hvor Lincoln behandles, hvor Michael bliver enig med Lincoln om, at han skal lede efter bilen, som han sporer til en losseplads. Tasken med sager finder han dog ikke, da bilen er udsat for indbrud, og FBI får ligeledes fat i tasken med tingene i og dermed indblik i planen. Michael får fat i bilen og henter Lincoln. Dog ved politiet nu, at bilen er Michaels, hvorfor de sporer den. Michael må derfor skaffe sig af med bilen, hvilket de går ved at iscenesætte et trafikuheld, som skal forestille, at både Lincoln og Michael er døde. I slutningen af episoden møder de Nika Volek igen, der skaffer dem en bil, hvori de skal væk fra gerningsstedet. Hvad de ikke ved er, at Nika har indgået en aftale med Bellick og Geary om indleveringen af Michael og Lincoln.
Bellick finder Roy Geary i en vejkiosk, hvor han først agerer særdeles aggressivt. Dog slår de koldt vand i blodet og bliver enige om at gå efter brødrene. De sporer Manche Sanches, som stadigvæk sidder i fængslet, hvor de får at vide, at planen for det meste af gruppen er Utah. Sucre forsøger stadigvæk at komme tilbage til Maricruz, men oplever besværligheder og må opsøge sin kusine Petey Cordero, hvor han får at vide, at Maricrus skal giftes med Hector i Las Vegas, hvorfor Sucre låner hans motorcykel. Franklin finder sin datter, og de aftaler at mødes med hans kone Kacee Franklin. Sara sidder imidlertid i politiets varetægt, og hun møder sin far, der får hende løsladt på den betingelse af, at hun angrer og møder op til Alcoholics Anonymous. Til den store overraskelse møder hun Kellerman.

## Sæson 3
Prison Break sæson 3 består af 13 afsnit efter at være klippet ned fra 22 afsnit som følge af Writers Guild of Americas strejke under vinteren 2007/2008. Afsnittene blev i USA sendt fra 17. september 2007 til 18 februar 2008 på Fox Networks.
I denne sæson følger man på den ene side Micheal inde i fængslet, samt Sara og Lincoln uden for fængslet. Sona styres inden for muren af de indsatte og uden for muren af fængsels vagter.
Han bliver informeret af Lincoln, hans bror, at Sara og LJ bliver holdt som gidsler og at de vil blive henrettet hvis ikke Michael bryder ud af fængslet sammen med en person ved navn James Whistler. Michael begynder søgen efter Whistler, og begynder at udtænke en plan for at bryde ud. Uden for fængslet bliver Lincoln kontakt af en person fra "Firmaet" (The Company), som går under dæknavnet Susan B. Anthony. Hun kræver fra Lincoln at han hver dag aflægger en rapport om, hvordan det går for Michael inde i fængslet. Da Michael og Lincoln er desperate for at redde Sara, får de et tip som leder til at Lincoln finder Sara og LJ. Desværre mislykkes redningsplanen og som en hævn, henretter "Firmaet" Sara. Lincoln finder hendes hoved, men holder dette skjult for Michael, da han har svoret at han ikke vil bryde ud hvis der sker noget med Sara og LJ. Inde i fængslet går det heller ikke så godt. T-bag har rottet sig sammen med lederen i Sona, Lechero (Robert Wisdom) og hans bande. T-bag har hele tiden fornemmelsen af at Michael ved stikke af for fængslet og prøver derfor at afpresse Michael til at lade T-bag komme med. Michael derimod har svære problemer med at finde på en plan, da ingen nogensinde er sluppet ud fra Sona. Efter et mislykket forsøg, der næsten kostede både Whistler og Michael livet, begynder tiden at svinde ind. Da ugen er gået, begynder det hele at smuldre mellem hænderne for Lincoln. Han har, sammen med Whistlers kæreste Sofia, fundet ud af at Whistler ikke er helt den person han udgiver sig for. Han har en speciel forbindelse til "Firmaet", og lever egentlig under dække. Da dette går op for "Firmaet" beslutter de sig for at tage sagen i egen hånd, da Michael fejlede. I operation "Bang and Burn" sender firmaet en RPG helikopter af sted for at redde Whistler. Michael har dog fundet ud af at Whistler ikke har helt rent mel i posen og følger efter ham, da Whistler vil flygte, hvilket resulterer i at denne mission også mislykkes, foruden at en masse vagter er blevet slået ihjel. Da en øverstkommanderende ankommer til fængslet tager han Michael med sig ud fordi "han er for farlig for dette fængsel". Michael har fundet en flugtvej nede i Lecheros hæmmelige rum, og flygter sammen med Mahone, Basketdrengen og Whistler. Efter at have snydt Lechero, T-Bag og Bellick til stor frustration for dem og ikke mindst Lechero som bliver skudt af en af vagterne. Senere kvæler T-Bag Lechero med en pude. Brødrene bytter Whistler ud med LJ, efter at Whistler havde prøvet at stikke af. Mahone og Whistler slår sig sammen med Susan. Sæsonen ender med at Michael kører ud for at dræbe Susan.

## Sæson 4
Sæson 4 havde premiere i USA 1. september 2008 og fortsætter hvor sæson 3 sluttede. Michael vil have hævn for Saras Tancredis død, men finder ud af at hun er i live, og at det var en andens hoved, Lincoln havde fået leveret. Michael finder også ud af sandheden om Whistler – at han ligesom Mahone i hemmelighed har arbejdet for at bringe Firmaet i knæ. Kort efter dette dræbes Whistler af en Firmaagent. Imens har fangerne i Sona gjort oprør, og det er lykkedes Bellick, T-Bag og Sucre at flygte i virvaret. Donald Self (Michael Rapaport), en agent fra Homeland Security, hyrer Michael, Lincoln, Sucre, Bellick og Mahone til at hjælpe med at fælde Firmaet, til gengæld for at de derefter bliver sat fri. Sara tilslutter sig gruppen efter at have flygtet fra Gretchen (hvilket var årsagen til at Gretchen måtte lyve om Saras død), og også hackeren Roland (James Hiroyuki Liao) kommer med i gruppen, efter at han er blevet anholdt for identitetstyveri. Sammen lægger de en plan for at stjæle data fra Firmaet, som kan fælde organisationen. Samtidig forsøger Firmaagenten Wyatt (Cress Williams) at opspore Lincoln-brødrene, og T-Bag kommer til USA for at afslutte sit udestående med Michael.

## Sæson 5
I August måned blev det offentliggjort fra selskabet FOX at der til Efteråret 2016, ville komme en ny Prison Break sæson på i alt 10 afsnit.

## Sæson 6
Sæson 6 er af Dominic Purcell lørdag 6. november, 2023, blevet bekræftet for værende i indledende produktion. Dog med den ændring, at hverken Wentworth Miller eller ham selv vil tage del i denne sæson. Dette har han desuden allerede givet udtryk for før, nemlig efter Wentworths udmelding i 2020, hvor Wentworth afviste fortsættelsen af rollen som Scofield. Sæsonen bliver derfor formentlig spillet af andre karakterer, men i samme univers. 

## Seriens hovedroller
- Dominic Purcell som Lincoln Burrows
- Wentworth Miller som Michael Scofield
- Robin Tunney som Veronica Donovan
- Amaury Nolasco som Fernando Sucre
- Marshall Allman som L.J. Burrows
- Wade Williams som Captain Brad Bellick
- Paul Adelstein som Agent Paul Kellerman
- Robert Knepper som Theodore "T-Bag" Bagwell
- Rockmond Dunbar som Benjamin Miles "C-Note" Franklin
- Sarah Wayne Callies som Dr. Sara Tancredi
- Lane Garrison som David "Tweener" Apolskis
- Peter Stormare som John Abruzzi
- Stacy Keach som Fængselsinspektør Henry Pope
- Muse Watson som Charles "D.B Cooper" Westmoreland
- Frank Grillo som Nick Savrinn
- William Fichtner som Alexander Mahone
- Camille Guaty som Maricruz Delgado
- Chris Vance som James Whistler
- Robert Wisdom som Lechero
- Danay Garcia som Sofia Lugo
- Jodi Lyn O'Keefe som Gretchen Morgan

## Udvalgte biroller
- Anthony John Denison som Aldo Burrows (5 afsnit)
- Cynthia Kaye McWilliams som Kacee Franklin (8 afsnit)
- Helena Klevorn som Dede Franklin (9 afsnit)
- John Heard som Governør Frank Tancredi (10 afsnit)
- Silas Weir Mitchell som Charles "Haywire" Patoshik (11 afsnit)
- Danny McCarthy som Daniel Hale (13 afsnit)
- Patricia Wettig som Vicepræsident/Præsident Caroline Reynolds (14 afsnit)
- Danay Garcia som Sofia Lugo (14 afsnit)
- Reggie Lee som Bill Kim (16 afsnit)
- Barbara Eve Harris som Agent Lang FBI (17 afsnit)
- Leon Russom som General Jonathan Krantz (22 afsnit)
- Jodi Lyn O'Keefe som Gretchen Morgan (29 afsnit)

## Episodeliste

### Sæson 1
- Episode 1 Pilot
- Episode 2 Allen
- Episode 3 Cell Test
- Episode 4 Cute Poison
- Episode 5 English, Fitz or Percy
- Episode 6 Riots, Drills and the Devil Part 1
- Episode 7 Riots, Drills and the Devil Part 2
- Episode 8 The Old Head
- Episode 9 Tweener
- Episode 10 Sleight of Hand
- Episode 11 And Then There Were 7
- Episode 12 Odd Man Out
- Episode 13 End of the Tunnel
- Episode 14 The Rat
- Episode 15 By the Skin and the Teeth
- Episode 16 Brother's Keeper
- Episode 17 J-Cat
- Episode 18 Bluff
- Episode 19 The Key
- Episode 20 Tonight
- Episode 21 Go
- Episode 22 Flight

### Sæson 2
- Episode 1 Manhunt:
- Episode 2 Otis
- Episode 3 Scan
- Episode 4 First Down
- Episode 5 Map 1213
- Episode 6 Subdivision
- Episode 7 Buried
- Episode 8 Dead Fall
- Episode 9 Unearthed
- Episode 10 Rendezvous
- Episode 11 Bolshoi Booze
- Episode 12 Disconnect
- Episode 13 The Killing Box
- Episode 14 John Doe
- Episode 15 The Message
- Episode 16 Chicago
- Episode 17 Bad Blood
- Episode 18 Wash
- Episode 19 Sweet Caroline
- Episode 20 Panama
- Episode 21 Fin Del Camino
- Episode 22 Sona

### Sæson 3
- Episode 1 Redemption
- Episode 2 Fire/Water
- Episode 3 Call waiting
- Episode 4 Good fences
- Episode 5 Interference
- Episode 6 Photo Finish
- Episode 7 Vamonos
- Episode 8 Bang and burn
- Episode 9 Boxed In
- Episode 10 Dirt Nap
- Episode 11 Under & Out
- Episode 12 Hell or High Water
- Episode 13 The Art of the Deal

### Sæson 4
- Episode 1 Scylla
- Episode 2 Breaking and Entering
- Episode 3 Shut Down
- Episode 4 Eagels and Angels
- Episode 5 Safe and Sound
- Episode 6 Blow Out
- Episode 7 Five the Hard Way
- Episode 8 The Price
- Episode 9 Greatness Achieved
- Episode 10 The Legend
- Episode 11 Quiet Riot
- Episode 12 Selfless
- Episode 13 Deal or No Deal
- Episode 14 Just Business
- Episode 15 Going Under
- Episode 16 The Sunshine State
- Episode 17 The Mother Lode
- Episode 18 VS.
- Episode 19 S.O.B.
- Episode 20 Cowboys and Indians
- Episode 21 Rate of Exchange
- Episode 22 Killing Your Number
- Film: The Final Break

## Specialepisoder
- Behind The Wallsss (Sæson 1)
- Special The Road To Freedom (Sæson 2)

## Fodnoter
1. ↑  Dansk premiere Arkiveret 23. maj 2009 hos  Wayback Machine, TVnyt.com. Modtaget den 7. september 2008.
2. ↑  Fox Broadcasting Company, Prison Break show info Arkiveret 10. maj 2008 hos  Wayback Machine, Prison Breaks officielle hjemmeside. Modtaget den 13. september 2007.
3. ↑  Emmy nomineringer i alle kategorier Arkiveret 26. januar 2007 hos  Wayback Machine Associated Press. 6. juli 2006. Modtaget den 10. oktober 2006.
4. ↑  HAAKON | #prisonbreak was an extraordinary gift for me and those closest to me. Especially my family. I was humbled mightily by its success here and... | Instagram